# Tomasz Misiak
Tomasz Wojciech Misiak (ur. 7 lipca 1973 we Wrocławiu) – polski przedsiębiorca, ekonomista, menedżer, polityk i samorządowiec, w latach 2005–2011 senator VI i VII kadencji (2005–2011).

## Życiorys
Absolwent Wydziału Zarządzania i Informatyki Akademii Ekonomicznej we Wrocławiu, a także różnych studiów podyplomowych z zakresu zarządzania (IESE Business School, Global Leadership Seminar na Georgetown University oraz Global CEO Program).
Założył i został wiceprezesem zarządu spółki akcyjnej Work Service, która stała się jedną z największych w Polsce agencji pracy tymczasowej, był też przewodniczącym jej rady nadzorczej, objął pakiet akcji tej spółki. Został laureatem nagród biznesowych, m.in. Teraz Polska i tytułu przedsiębiorca roku przyznawanego przez Ernst & Young. W latach 1998–2005 zasiadał we wrocławskiej radzie miejskiej, był wówczas przewodniczącym komisji gospodarki.
W czasie studiów wstąpił do Unii Wolności. W wyborach parlamentarnych w 2005 z ramienia Platformy Obywatelskiej został wybrany na senatora VI kadencji w okręgu wrocławskim (uzyskał 113 203 głosy). W Senacie pełnił funkcję wiceprzewodniczącego Komisji Gospodarki Narodowej. W przedterminowych wyborach parlamentarnych w 2007 po raz drugi uzyskał mandat senatorski, otrzymując tym razem w okręgu legnickim 161 392 głosy. Zasiadał w zarządzie regionu PO, pełnił funkcję sekretarza jej klubu senackiego.
W 2009 spółka Work Service podpisała z Agencją Rozwoju Przemysłu (w ramach konkursu) umowę na szkolenia i doradztwo świadczone przez DGA oraz pośrednictwo pracy świadczone przez Work Service dla pracowników zwalnianych ze stoczni w Gdyni i Szczecinie. Wcześniej (jesienią 2008) Tomasz Misiak był przewodniczącym senackiej Komisji Gospodarki Narodowej w okresie prac nad ustawą dotyczącą przemysłu stoczniowego. 17 marca 2009 odszedł z PO i jej klubu parlamentarnego po tym, jak Donald Tusk zapowiedział złożenie wniosku o jego wykluczenie z tych gremiów. Zrezygnował także z kierowania i z członkostwa w Komisji Gospodarki Narodowej. W raporcie Ministerstwa Skarbu Państwa stwierdzono, że wybór związanej z senatorem firmy Work Service, która doradzała zwalnianym stoczniowcom, odbył się zgodnie z prawem. Część mediów opublikowała sprostowania wcześniej przedstawianych informacji w tej sprawie. W międzyczasie Tomasz Misiak zrezygnował z członkostwa w radzie nadzorczej tej spółki akcyjnej i z posiadania w niej akcji (aktywa finansowe zostały przekazane do zarządzania funduszom inwestycyjnym). W 2011 został członkiem koła senackiego Obywatele do Senatu. W wyborach parlamentarnych w 2011 jako kandydat komitetu wyborczego wyborców Unia Prezydentów – Obywatele do Senatu nie uzyskał ponownie mandatu.
Powrócił do aktywności biznesowej. W 2011 wszedł w skład kapituły „Mistrza Biznesu” miesięcznika „Businessman.pl”. Powoływany w skład rad nadzorczych takich przedsiębiorstw jak HAWE, Domu Maklerskiego IDMSA, Columbus Energy oraz EO Networks zajmującej się rynkiem IT.
W latach 2013–2019 przewodniczył radzie nadzorczej Work Service, która to spółka w tym czasie zaczęła być notowana na London Stock Exchange. Został w międzyczasie jednym z inwestorów funduszu bValue, działającego na rynku startupów technologicznych. Od 2012 był wiceprezydentem Pracodawców RP.
W październiku 2022 został zatrzymany przez funkcjonariuszy Centralnego Biura Śledczego pod zarzutem dokonania wielomilionowych wyłudzeń z Państwowego Funduszu Rehabilitacji Osób Niepełnosprawnych i udziału w grupie przestępczej. Sąd rejonowy nie uwzględnił wniosku prokuratora o jego tymczasowe aresztowanie, stwierdzając brak podstaw do stosowania tego środka. Decyzję tę zmienił częściowo sąd okręgowy na skutek zażalenia prokuratora. Stwierdził duże prawdopodobieństwa popełnienia zarzucanych czynów i zastosował wobec Tomasza Misiaka poręczenie majątkowe, dozór policji oraz zakaz opuszczania kraju.
W lutym 2024 jego przypadek został zawarty (obok spraw 10 innych przedsiębiorców i byłych menedżerów) w apelu organizacji pozarządowych i osób publicznych, którego sygnatariusze wezwali prokuratora generalnego Adama Bodnara do „przeglądu politycznie motywowanych postępowań prokuratorskich w latach 2015–2023 i rehabilitacji pokrzywdzonych”. W odpowiedzi na apel prokurator generalny opublikował list otwarty, w którym zadeklarował powołanie specjalnych zespołów prokuratorów celem przeglądu i analizy określonych spraw.

## Życie prywatne
Zawarł związek małżeński, ma dwóch synów.